# George Niven
George Niven (* 11. Juni 1929 in Blairhall; † 18. Juli 2008 in Kingussie) war ein schottischer Fußballtorwart, der in den 1950er- und 1960er-Jahren für Glasgow Rangers und Partick Thistle in der Scottish Division One, der seinerzeit höchsten schottischen Spielklasse, aktiv war.

## Karriere
Niven wurde 1951 Profi bei den Glasgow Rangers und bestritt sein erstes Spiel gegen den FC Aberdeen im April 1952 im letzten Spiel der Saison. Er blieb über 10 Jahre im Verein, absolvierte 327 Spiele, gewann in dieser Zeit fünf schottische Meisterschaften, zwei Mal den schottischen Pokal, sowie den Liga-Cup. 
1962 wechselte er zum Partick Thistle Football Club, für den er 232 Spiele absolvierte. In den Spielzeiten 1962–63, 1963–64 und 1967–68 stand er ohne Ausnahme in allen Meisterschaftsspielen auf dem Platz. Nachdem Niven in der Saison 1968–69 zum zweiten Torwart zurückgestuft wurde und zu keinem Einsatz mehr gekommen war, erklärte er seinen Rücktritt vom Profifußball.